# Elezioni generali nel Regno Unito del 2010
Le elezioni generali nel Regno Unito del 2010 si tennero il 6 maggio. Esse videro prevalere il Partito Conservatore di David Cameron, che divenne Primo Ministro, senza tuttavia raggiungere la maggioranza assoluta dei seggi. Si delineò infatti il cosiddetto hung Parliament (Parlamento appeso): ciò rese indispensabile il formarsi di un governo di coalizione coi Liberal Democratici.

## Risultati
| Liste  | Liste                          | Voti       | %    | Seggi |
| ------ | ------------------------------ | ---------- | ---- | ----- |
|        | Conservatore                   | 10.703.654 | 36,1 | 306   |
|        | Laburista                      | 8.606.517  | 29,0 | 258   |
|        | Liberal Democratici            | 6.836.248  | 23,0 | 57    |
|        | Indipendenza del Regno Unito   | 917.471    | 3,1  | -     |
|        | Nazionale Britannico           | 564.321    | 1,9  | -     |
|        | Nazionale Scozzese             | 491.386    | 1,7  | 6     |
|        | Verdi                          | 265.243    | 0,9  | 1     |
|        | Sinn Féin                      | 171.942    | 0,6  | 5     |
|        | Unionista Democratico          | 168.216    | 0,6  | 8     |
|        | Plaid Cymru                    | 165.394    | 0,6  | 3     |
|        | Social Democratico e Laburista | 110.970    | 0,4  | 3     |
|        | Unionista dell'Ulster          | 102.361    | 0,3  | -     |
|        | Democratici inglesi            | 64.826     | 0,2  | -     |
|        | Alleanza dell'Irlanda del Nord | 42.762     | 0,1  | 1     |
|        | Altri                          | 476.293    | 1,5  | 2     |
| Totale | Totale                         | 29.687.604 | 100  | 650   |

Fonte: Election Resources